# Seznam madžarskih boksarjev
Seznam madžarskih boksarjev.

## B
- István Bernarth

## C
- Tibor Csík

## E
- István Énekes
- Zsolt Erdei

## F
- Dezső Frigyes

## H
- Ferenc Hafner
- Imre Harangi

## I
- Róbert Isaszegi

## K
- Gyula Káté

## M
- Imre Mándi

## N
- András Nagy

## O
- László Orbán

## P
- László Papp

## V
- Miklós Varga